# Euphorbia tongchuanensis
Euphorbia tongchuanensis là một loài thực vật có hoa trong họ Đại kích. Loài này được C.Y.Wu & J.S.Ma mô tả khoa học đầu tiên năm 1992 publ. 1993.